# Рицарски турнир
Рицарски турнир е военно състезание между рицари в средновековна Западна Европа. Предназначен е да демонстрира бойните качества на рицарите, съставляващи главната военна сила през Средновековието. Първоначално турнирите се зараждат като форма на обучение във военно дело в мирно време, а и форма на показване на доблестта на по-опитните участници. След това стават форма на забавление, в която формалностите придобиват все по-голямо значение, а борбата става по-маловажна и по-условна. Турнирите постепенно се превръщат в красиви театрализирани представления и традиционно насърчават подчертано благоговение пред жените, а наградата на победителя се дава от ръката на някоя дама. Това се дължи на френския им произход – те са измислени като френски бой (conflictus galicus) през втората половина на XI век, а оттам се разпространяват в другите европейски страни. Боевете се провеждат със специално оръжие за да се предотвратят нараняванията, но въпреки това има и нещастни случаи.
В началото започват само щом се съберат достатъчно участници и се разчисти поле за състезанието. Постепенно се създава регламент и правила, които непрекъснато се усложняват и се записват в специални правилници. Времето за провеждане се удължава, регламентират се и вечерните забави. Наградата за победителя е ловна птица, брошка или целувка от дама. Паричните награди отпаднали, за да се пресече практиката някои рицари да превърнат участието си в начин на издръжка.
Средновековните текстове посочват следните видове турнири: tornoi – бой на групи рицари, joute – двубой с копия, quintaine – бой с манекен (по-често с учебен характер), bohourt – имитация на щурм на укрепление:с. 91.

## История
Не е точно установено кога започват рицарските турнири, но първото им историческо упоменаване е в една хроника от абатството Сен Мартен (на френски: abbaye Saint-Martin de Ligugé) в Тур, Франция. В записите относно 1066 година се описва смъртта на Жофроа дьо Прьоий (на френски: Godfrey de Preuilly), загинал в турнир, за който той самият бил написал правилата. Мнозина от средновековните историци съобщават, че историята на турнирите е свързана с Франция. Бенедиктинецът Матю Парис, английски хроникьор от XIII век, например описва тези събития като „галски“, т.е. френски начин на сражаване (Conflictus Gallicus) и френски битки (French battles). Френските рицари от този период са прочути с бойните си умения, което предполага, че са се упражнявали предварително. Въпреки това съществуват и сведения за турнири в Германия и Фландрия през първата половина на XII век. Вероятно по същото време рицарските турнири навлизат и в Англия и Италия и стават все по-популярни и пищни през втората половина на XII век.